# David Douline
David Douline (* 28. Mai 1993 in Grenoble) ist ein französischer Fußballspieler.

## Karriere
Douline begann seine Laufbahn in der Jugend der AS Saint-Étienne. Später wurde er in die zweite Mannschaft befördert, die in der vierklassigen CFA spielte. Später schloss er sich der Reserve des FC Évian Thonon Gaillard an, die in der fünftklassigen CFA 2
aktiv war. 2013 wechselte er zum Viertligisten Monts d’Or Azergues Foot, bevor er 2015 zum Ligakonkurrenten Le Puy Foot 43 Auvergne ging. Zur Saison 2017/18 unterschrieb er einen Vertrag beim Zweitligisten Clermont Foot. Am 19. September 2017, dem 8. Spieltag, gab er beim 2:0 gegen LB Châteauroux sein Debüt in der Ligue 2, als er in der Startelf stand. Bis Saisonende kam er zu 16 Einsätzen in der zweithöchsten französischen Spielklasse, in denen er zwei Tore erzielte. Nach vier weiteren Ligaspielen für Clermont Foot wurde er im September 2018 an den Drittligisten AF Rodez ausgeliehen. Er avancierte zum Stammspieler und absolvierte bis zum Ende der Saison 27 Spiele in der National 1, wobei er drei Tore schoss. Rodez stieg schlussendlich als Meister in die Ligue 2 auf. Daraufhin wurde Douline fest verpflichtet. 2019/20 spielte er 25-mal in der zweiten französischen Liga (ein Tor). In der folgenden Spielzeit 2020/21 kam er erneut regelmäßig zum Einsatz und bestritt 31 Partien in der Ligue 2, in denen er dreimal traf.
Zur Saison 2021/22 unterschrieb er einen Zweijahresvertrag beim Schweizer Erstligisten Servette FC. Am 25. Juli 2021, dem 1. Spieltag, debütierte er beim 2:1 gegen den FC Sion für die Grenats in der Super League, als er in der 78. Minute für Théo Valls eingewechselt wurde.